# Liste des biens culturels d'importance nationale dans le canton d'Uri

Blason du canton d'Uri.

Cette liste présente les biens culturels d'importance nationale dans le canton d'Uri. Cette liste correspond à l'édition 2009 de l'Inventaire Suisse des biens culturels d'importance nationale (Objets A) pour le canton d'Uri. Il est trié par commune et inclus : 41 bâtiments séparés, 3 collections et 2 sites archéologiques.

## Inventaire
| Photo | Objet                                                                         | Type | Type | Type | Type | Type | Type | Type | Adresse             | Commune       | Coordonnées                      |
| Photo | Objet                                                                         | A    | Arch | B    | E    | M    | O    | S    | Adresse             | Commune       | Coordonnées                      |
| ----- | ----------------------------------------------------------------------------- | ---- | ---- | ---- | ---- | ---- | ---- | ---- | ------------------- | ------------- | -------------------------------- |
|       | Chapelle de l'ossuaire St. Anne                                               |      |      |      | E    |      |      |      | Kirchplatz 2        | Altdorf       | 46° 52′ 59″ nord, 8° 38′ 32″ est |
|       | Fondation Dätwyler                                                            |      |      |      |      | M    |      |      | Gotthardstrasse 31  | Altdorf       | 46° 52′ 40″ nord, 8° 38′ 49″ est |
|       | Silo à grain fédéral                                                          |      |      |      | E    |      |      |      | Eyschachen          | Altdorf       | 46° 52′ 12″ nord, 8° 37′ 58″ est |
|       | Magasin fédéral                                                               |      |      |      | E    |      |      |      | Eyschachen          | Altdorf       | 46° 52′ 15″ nord, 8° 37′ 57″ est |
|       | Hôpital des étrangers avec chapelle                                           |      |      |      | E    |      |      |      | Gemeindehausplatz 2 | Altdorf       | 46° 52′ 59″ nord, 8° 38′ 29″ est |
|       | Maison en Eselmätteli                                                         |      |      |      | E    |      |      |      | Herrengasse 1       | Altdorf       | 46° 52′ 58″ nord, 8° 38′ 24″ est |
|       | Maison Jauch («Suworow-Haus»)                                                 |      |      |      | E    |      |      |      | Hellgasse 9         | Altdorf       | 46° 52′ 50″ nord, 8° 38′ 47″ est |
|       | Musée historique d'Uri                                                        |      |      |      |      | M    |      |      | Gotthardstrasse 18  | Altdorf       | 46° 52′ 40″ nord, 8° 38′ 42″ est |
|       | Église paroissiale catholique de St. Martin                                   |      |      |      | E    |      |      |      | Kirchplatz          | Altdorf       | 46° 53′ 00″ nord, 8° 38′ 32″ est |
|       | Archives de la ville d'Uri                                                    |      | Arch |      |      |      |      |      | Bahnhofstrasse 13   | Altdorf       | 46° 52′ 51″ nord, 8° 38′ 29″ est |
|       | Monument de Tell et Türmli                                                    |      |      |      | E    |      |      |      | Rathausplatz        | Altdorf       | 46° 52′ 54″ nord, 8° 38′ 38″ est |
|       | Ancien et nouveau ponts du Diable                                             |      |      |      |      | O    |      |      | Schöllenen          | Andermatt     | 46° 38′ 51″ nord, 8° 35′ 25″ est |
|       | Mémorial de Souvorov                                                          |      |      |      | E    |      |      |      | Schöllenen          | Andermatt     | 46° 38′ 50″ nord, 8° 35′ 32″ est |
|       | Maison d'habitation (Talmuseum)                                               |      |      |      | E    |      |      |      | Gotthardstrasse 113 | Andermatt     | 46° 37′ 58″ nord, 8° 35′ 43″ est |
|       | Ruines du château d'Attinghausen                                              |      |      |      | E    |      |      |      | Schulhausweg        | Attinghausen  | 46° 51′ 44″ nord, 8° 37′ 47″ est |
|       | Maison Schweinsberg                                                           |      |      |      | E    |      |      |      | Schweinsberggasse 6 | Attinghausen  | 46° 51′ 51″ nord, 8° 37′ 34″ est |
|       | Maison dans le Spielmatt («Planzerhaus»)                                      |      |      |      | E    |      |      |      | Klausenstrasse 144  | Bürglen       | 46° 52′ 32″ nord, 8° 39′ 50″ est |
|       | Église paroissiale catholique St. Pierre et Paul avec dépendances et chapelle |      |      |      |      |      | O    |      | Kirchplatz          | Bürglen       | 46° 52′ 30″ nord, 8° 39′ 45″ est |
|       | Étable Hinterwiler                                                            |      |      |      | E    |      |      |      | Wilerstrasse        | Erstfeld      | 46° 48′ 03″ nord, 8° 39′ 35″ est |
|       | Chapelle de l'érmitage Jagdmatt                                               |      |      |      | E    |      |      |      | Kapellweg           | Erstfeld      | 46° 49′ 03″ nord, 8° 38′ 52″ est |
|       | Maison d'habitation                                                           |      |      |      | E    |      |      |      | Talweg 14           | Erstfeld      | 46° 49′ 11″ nord, 8° 38′ 36″ est |
|       | Bâtiment de la gare CFF                                                       |      |      |      | E    |      |      |      | Bahnhofstrasse 1    | Flüelen       | 46° 54′ 06″ nord, 8° 37′ 27″ est |
|       | Ziegelhütte                                                                   |      |      |      | E    |      |      |      | Seemattstrasse 4    | Flüelen       | 46° 54′ 05″ nord, 8° 37′ 22″ est |
|       | Galgen                                                                        |      |      |      | E    |      |      |      |                     | Hospental     | 46° 37′ 23″ nord, 8° 34′ 34″ est |
|       | Tour de Langobarden                                                           |      |      |      | E    |      |      |      | Turmmatte           | Hospental     | 46° 37′ 07″ nord, 8° 34′ 00″ est |
|       | Immeuble commercial / grange                                                  |      |      |      | E    |      |      |      | Steg                | Hospental     | 46° 37′ 29″ nord, 8° 34′ 37″ est |
|       | Maison d'habitation                                                           |      |      |      | E    |      |      |      | Ringli              | Isenthal      | 46° 54′ 39″ nord, 8° 34′ 11″ est |
|       | Maison de la danse                                                            |      |      |      | E    |      |      |      | Kirchgasse          | Schattdorf    | 46° 51′ 52″ nord, 8° 39′ 20″ est |
|       | Abbaye Saint-Lazare                                                           |      |      |      | E    |      |      |      | Klosterweg 4        | Seedorf       | 46° 52′ 56″ nord, 8° 36′ 48″ est |
|       | Château A Pro                                                                 |      |      |      |      |      | O    |      | A Pro-Strasse       | Seedorf       | 46° 53′ 12″ nord, 8° 36′ 23″ est |
|       | Maison du Rütli sur la plaine du Grütli                                       |      |      |      |      |      | O    |      | Rütli               | Seelisberg    | 46° 58′ 06″ nord, 8° 35′ 33″ est |
|       | Schillerstein                                                                 |      |      |      | E    |      |      |      | Avenue              | Seelisberg    | 46° 58′ 59″ nord, 8° 35′ 48″ est |
|       | Taverne zur Treib                                                             |      |      |      | E    |      |      |      | Treib               | Seelisberg    | 46° 59′ 14″ nord, 8° 35′ 10″ est |
|       | Maison d'habitation                                                           |      |      |      | E    |      |      |      | Buchholz            | Seelisberg    | 46° 58′ 50″ nord, 8° 34′ 25″ est |
|       | Ferme                                                                         |      |      |      | E    |      |      |      | Kirchstrasse 49     | Silenen       | 46° 47′ 32″ nord, 8° 40′ 23″ est |
|       | Ancienne auberge avec restaurant                                              |      |      |      | E    |      |      |      | Dörfli 15           | Silenen       | 46° 46′ 43″ nord, 8° 40′ 21″ est |
|       | Forge                                                                         |      |      |      | E    |      |      |      |                     | Silenen       | 46° 46′ 00″ nord, 8° 42′ 47″ est |
|       | Usine CFF                                                                     |      |      |      |      |      | O    |      | Gotthardstrasse 115 | Silenen       | 46° 46′ 03″ nord, 8° 40′ 15″ est |
|       | Tour de Meier                                                                 |      |      |      | E    |      |      |      | Sustenweg           | Silenen       | 46° 46′ 45″ nord, 8° 40′ 20″ est |
|       | Maison Burghofstatt                                                           |      |      |      | E    |      |      |      | Dörfli 1            | Silenen       | 46° 46′ 46″ nord, 8° 40′ 19″ est |
|       | Zwing Uri (habitations et village préhistorique et médiéval)                  | A    |      |      |      |      |      |      |                     | Silenen       | 46° 46′ 28″ nord, 8° 40′ 14″ est |
|       | Chapelle de Tell                                                              |      |      |      | E    |      |      |      |                     | Sisikon       | 46° 55′ 57″ nord, 8° 36′ 43″ est |
|       | Maison d'habitation                                                           |      |      |      | E    |      |      |      | Oberdorf            | Spiringen     | 46° 52′ 18″ nord, 8° 44′ 15″ est |
|       | Sägerei                                                                       |      |      |      | E    |      |      |      | Bielen              | Unterschächen | 46° 51′ 30″ nord, 8° 46′ 16″ est |
|       | Église paroissiale catholique de St. Gall                                     |      |      |      | E    |      |      |      | Kirchgasse          | Wassen        | 46° 42′ 25″ nord, 8° 36′ 04″ est |

1. ↑  Légende des différents types de biens :
  - A : Archéologie
  - Arch : Archive
  - B : Bibliothèque
  - E : Objet unique
  - M : Musée
  - O : Objets multiples
  - S : Cas particulier